# 抑制
抑制（inhibition），在神经科学中指某种输入对神经元的膜电位的一种影响，这种影响使膜电位超极化，即向负值移动。抑制性输入降低神经元发生冲动的可能性。
抑制性输入可来自多种途径，包括化学突触的抑制性神经递质（例如GABA或甘氨酸），以及某些感受器的转导过程。